# Adrián González (beisbolista)
Adrián González Savin (San Diego, California; 8 de mayo de 1982) es un exjugador de béisbol profesional estadounidense de ascendencia mexicana de las Grandes Ligas de Béisbol (MLB). Fue la primera selección global en la draft 2000 de la Liga Mayor de Béisbol por el proyecto de los Marlins de Florida.
Hijo de padres mexicanos, González vivió 12 años de su juventud en Tijuana, Baja California, México. Él jugó para México en el Clásico Mundial de Béisbol 2006, 2009, 2013 y 2017.

## Carrera en la MLB (carrera profesional)

### Marlins de la Florida organización (2000 - 2003)
En junio de 2000, González se convirtió en el primer jugador de cuadro en ser primera selección general desde que Alex Rodríguez lo hiciera en 1993. Fue seleccionado de Eastlake High School y recibió un bono por firmar de U$ 3 millones con los Marlins de Florida. Mientras estuvo en la organización de los Marlins, González jugó en la Liga de la Costa del Pacífico, Medias Utica Azul, Portland Sea Dogs (2002) y Carolina Mudcats (2003). Con el nivel A del Condado de Kane Cougar en su segunda temporada como profesional, González bateó.312 con 17 jonrones y 103 carreras impulsadas en 127 juegos.

### Rangers de Texas (2004 - 2005)
Después de una lesión en la muñeca, los Marlins sintieron que González se vería obstaculizado manejando el bate, por lo que posteriormente fue cambiado a los Rangers de Texas por Ryan Snare y el jugador de ligas menores Will Smith, en un acuerdo de Ugueth Urbina en junio de 2003. Jugó en 16 partidos con Texas en 2004 y en 43 juegos en 2005.
Después de la temporada 2005, González fue traspasado a los Padres de San Diego junto con el lanzador Chris Young y el jardinero Terrmel Sledge. A cambio, los Rangers recibieron Adam Eaton y Akinori Otsuka. Originalmente visto como un posible reemplazo de Ryan Klesko en la primera base, González tomó el puesto cuando Klesko fue sometido a una cirugía en el hombro.

### Padres de San Diego (2006 - 2010)

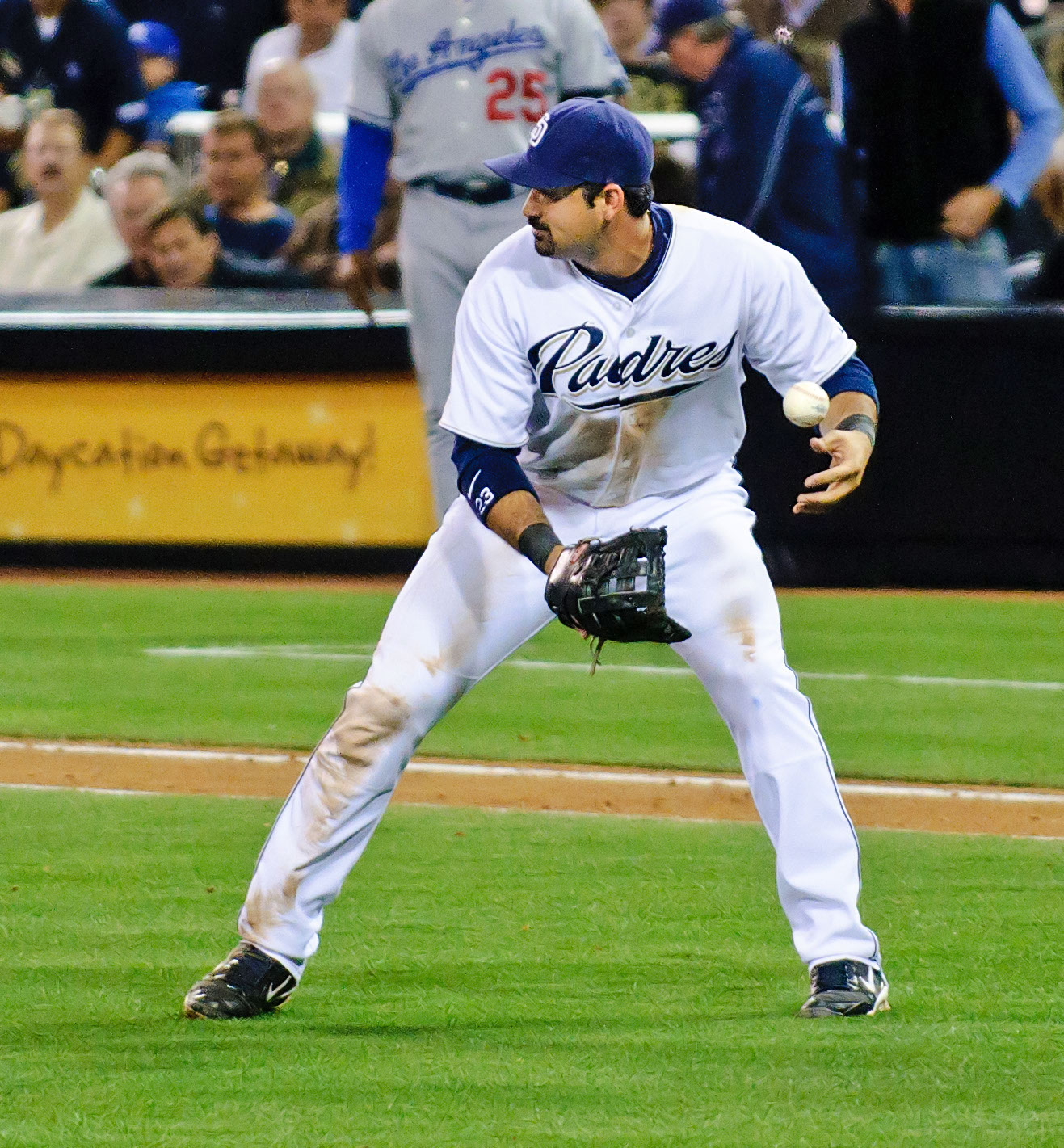
Adrian en un juego con los padres

González vio extendido el tiempo de juego en la primera base en 2006 y al mismo tiempo siguió mejorando su bateo y defensa. El 23 de julio de 2006, fue nombrado el Jugador de la Semana de la Liga Nacional. En su primera temporada completa, lideró a los Padres en promedio de bateo (.304) y jonrones (24). Fue el primer jugador en la historia del Petco Park en tener más de un juego de múltiples jonrones.
El 31 de marzo de 2007, González aceptó un contrato de U$ 19.5 millones por cada uno de los cuatro años de contrato, con una opción de extensión de U$ 20,5 millones en 2011. En la temporada 2007, lideró nuevamente a los Padres en homeruns con 30, y consiguió su mejor marca en carreras impulsadas con 100.
En la temporada 2008, terminó con un porcentaje de bateo de.279 y una vez más, lideró a los Padres con 36 home runs y 119 impulsadas. Fue elegido para el 2008 MLB All-Star Game como reserva. En el partido bateó un sencillo y un elevado de sacrificio, impulsando a Miguel Tejada de los Astros de Houston. Ganó su primer Guante de Oro en 2008 en la primera base.
González jugó béisbol invernal en la Liga Mexicana del Pacífico para la Venados de Mazatlán. En la Serie del Caribe 2009, llevó a su equipo a superar a los Tigres del Licey de la República Dominicana con una del récord de tres jonrones el 4 de febrero.

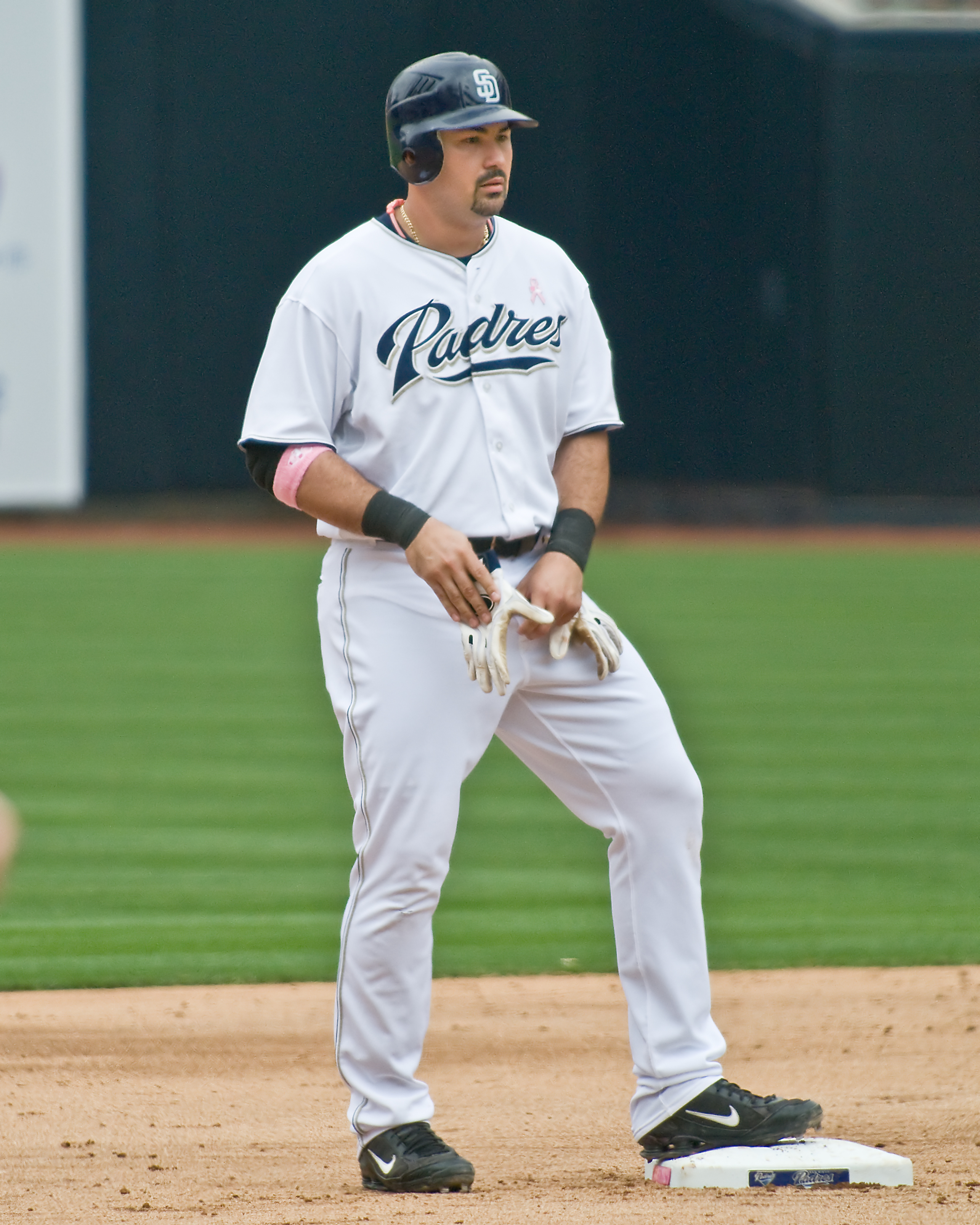
Adrian en un juego con los Padres

González comenzó caliente en 2009, llegando a 23 jonrones y liderando en las Grandes Ligas de Béisbol en la categoría al final de mayo. Esto a pesar de jugar sus partidos como local en el Petco Park, que los expertos conocen por ser un parque favorable a los lanzadores. El 18 de mayo, González fue descrito como uno de los dos jugadores más subestimados en la Liga Nacional, según una encuesta de principales ejecutivos y directivos de la liga realizada por MLB.com. El 1 de abril, González fue nombrado en la Liga Nacional Co-Jugador de la Semana por segunda vez en su carrera. Durante esa semana, González conectó 4 homeruns, 10 carreras impulsadas, y tuvo un porcentaje de slugging de 1.000. González fue elegido para el juego de las estrellas 2009 de la Major League Baseball después de ser votado por los demás jugadores, directivos y entrenadores. Posteriormente, participó en el homerun Derby de ese año en el que conectó dos jonrones en la primera ronda. El 1 de agosto, González terminó 6 de 6 con tres carreras impulsadas en el partido que los Padres derrotaron a los Cerveceros de Milwaukee por 13-6, con esa marca, González logró el récord de más hits en la historia de los padres en un juego de nueve entradas. Otras tres personas han logrado la hazaña, pero lo hicieron en juegos con extra-innings. González bateó cinco sencillos y un doble.
También encabezó las Grandes Ligas en bases por bolas en 2009, con 119, mientras que lograba llegar a la marca de los 40 homeruns por primera vez en su carrera. Impulsó 99 carreras esa temporada.
González comenzó la temporada 2010 jugando bien. El 24 de mayo, fue nombrado el Jugador de la Semana de la Liga Nacional por cuarta vez en su carrera. El 2 de junio, González casi conectá un walk-off Grand Slam en extra innings de 0-1 sobre los Mets de Nueva York. En julio, González fue elegido para participar en su tercer partido consecutivo de las Estrellas.
Durante la temporada 2010, González contaba con 176 hits en 591 turnos al bate, bueno para un promedio de bateo de.298, el más elevado desde que tuvo.304 en su temporada de novato (2006). Terminó con 93 pasaportes y se ponchó 114 veces. Sus 93 bases por bola lo pusieron en el tercer lugar en la Liga solo por detrás de Prince Fielder (114) y Albert Pujols (103). Terminó con 31 jonrones y 101 carreras impulsadas, la tercera vez en su carrera tuvo 100 carreras impulsadas o más. González jugó en 160 juegos en el año, empatando con Rickie Weeks para el quinto en la Liga Nacional. Anotó 87 carreras de la temporada, compilando 302 bases totales, que también lo ataron con las semanas, para el día 6 en la Liga Nacional.

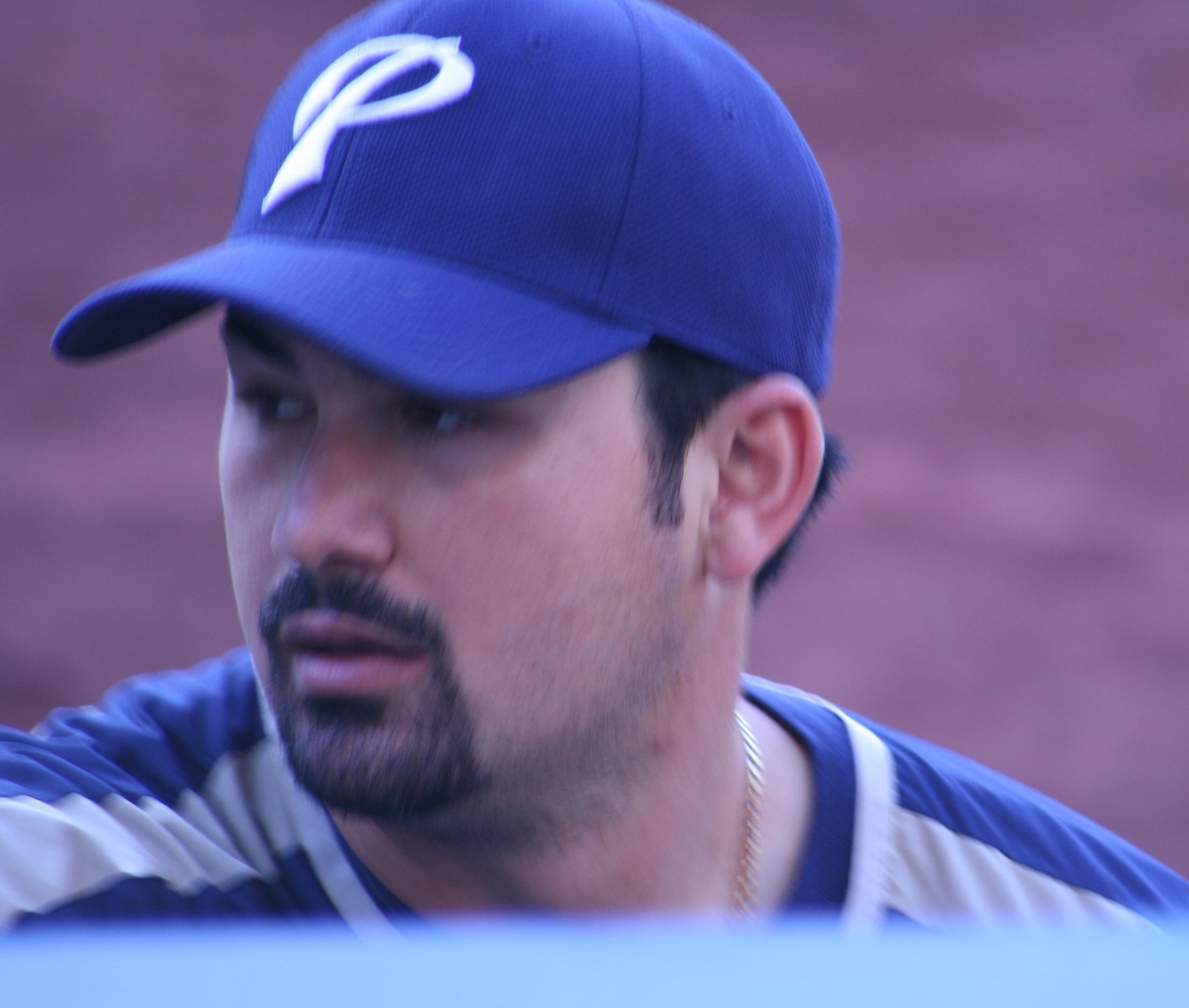

### Medias Rojas de Boston (2011 - 2012)
El 6 de diciembre de 2010, González fue traspasado a los Medias Rojas de Boston para un paquete de lanzador derecho Casey Kelly, el primera base Anthony Rizzo, el jardinero Reymond Fuentes, un jugador a ser nombrado más tarde, posteriormente se determinó que Eric Patterson.
A pesar del flojo inicio de los Medias Rojas, Adrián se convirtió en una de las principales armas ofensivas del equipo, hasta el corte del juego de estrellas, González jugó 89 partidos con 128 hits, 17 homeruns y 77 carreras impulsadas para un porcentaje de bateo de.354 para ser nominado como titular para el juego de estrellas en 1a base.
Elegido para ser el Primera Base Titular de la Liga Americana en el Juego de las Estrellas 2011, participó en el Home-Run Derby del mismo año, quedando en segundo lugar, detrás de Robinson Canó, con 11 vuelacercas en la ronda final.

### Dodgers de Los Ángeles (2012 - 2017)
El 22 de agosto de 2012, fue colocado por los Medias Rojas de Boston en Waivers, y un día después fue reclamado por los Dodgers de Los Ángeles. El traspaso se fructificó la mañana del sábado 25 de agosto, después de un viernes agitado lleno de negociaciones. Según fuentes, los Medias Rojas recibirían al 1B James Loney, RHP Allen Webster, RHP Rubby de la Rosa, OF Jerry Sands y IF Ivan de Jesús. Mientras que los Dodgers recibirían al 1B Adrián González, al OF Carl Crawford, al RHP Josh Beckett, y al INF Nick Punto.
El día 26 de agosto debuta con un Home Run con los Dodgers Y también participó en el clásico mundial con México cual fue un home run solitario disparado por el bate de El Titan. Adrián González es también caracterizado por un buen bate y un buen guante, y es uno de los pocos buenos peloteros que siempre se mantiene a perfil bajo.

### Bravos de Atlanta (2017)
El 16 de diciembre de 2017 fue enviado en un cambio por Matt Kemp a los Bravos de Atlanta, equipo que inmediatamente lo designó para asignación, convirtiéndose en agente libre.

### Mets de Nueva York (2018 - )
El equipo neoyorkino confirmó la incorporación del mexicano por medio de su cuenta de Twitter el 18 de enero de 2018.
El lunes 11 de junio del 2018 Mets decide finalizar su contrato y dejarlo en libertad.

### Vida personal
Su hermano es el excompañero de equipo Padres de Edgar González. Su padre era un miembro del equipo nacional de béisbol de México.
González y su esposa Betsy, residen en San Diego. La pareja creó la Fundación Adrian y Betsy González, que se centra en el empoderamiento de los jóvenes desfavorecidos en las áreas del atletismo, la educación y la Salud.